# Klaus Meschkat
Klaus Meschkat (* 29. Oktober 1935 in Berlin) ist ein deutscher Soziologe und emeritierter Professor der Universität Hannover.

## Leben
Klaus Meschkat war am Georg-Herwegh-Gymnasium in Berlin-Hermsdorf Schüler des Philosophen Rudolf Schottlaender, der ihn „nach einem erstklassig bestandenen Abitur“ für die Studienstiftung des deutschen Volkes empfahl. 1954 nahm er das Studium der Soziologie und osteuropäischen Geschichte an der Freien Universität Berlin (FU) auf und wurde 1957 ihr AStA-Vorsitzender. Von 1958 bis 1959 war er Vorsitzender des Verbandes Deutscher Studentenschaften. 1965 wurde er zum Dr. phil. promoviert und arbeitete anschließend bis 1968 als Wissenschaftlicher Assistent am Osteuropa-Institut der FU. 1967 war er Mitbegründer des Republikanischen Clubs in West-Berlin. Er hielt sich 1970–1972 und 1974 mit Forschungsaufgaben in Kolumbien auf. Seit 1975 ist er Professor am Institut für Soziologie der Universität Hannover (seit 2000 emeritiert). Studienreisen führten ihn in mehrere lateinamerikanische Länder. 1988 nahm er ein einjähriges Akademiestipendium der Stiftung Volkswagenwerk für ein Buchprojekt über Kolumbien in den 1920er Jahren wahr.
Er war mehrfach Gastprofessor, so an der New York University, in Medellín/Kolumbien 1969/70, in Concepción/Chile 1973  und in Cali/Kolumbien 1985.
Seine Lehr- und Forschungsschwerpunkte sind: Politische Soziologie von Entwicklungsländern, vornehmlich Lateinamerikas; Entwicklungspolitik der Bundesrepublik; Internationale Arbeiterbewegung, insbesondere Gewerkschaften in Entwicklungsländern; nachrevolutionäre Gesellschaften in Lateinamerika und Afrika; Imperialismustheorien und zeitgenössische Entwicklungstheorien; soziale Bewegungen in Kolumbien, Chile, Bolivien und Nicaragua.
Meschkat ist Mitglied im Wissenschaftlichen Beirat von Attac.

## Schriften (Auswahl)
- Krisen progressiver Regime. Lateinamerikas Linke und das Erbe des Staatssozialismus, VSA Verlag, Hamburg 2020, ISBN 978-3-96488-083-3.
- Konfrontationen. Streitschriften und Analysen 1958 bis 2010, Offizin, Hannover 2010, ISBN 978-3-930345-87-8.
- et al. (Hrsg.): Mosquitia – die andere Hälfte Nicaraguas. Über Geschichte und Gegenwart der Atlantikküste. Junius, Hamburg 1987.
- mit Petra Rohde und Barbara Töpper: Kolumbien. Geschichte und Gegenwart eines Landes im Ausnahmezustand, Wagenbach, Berlin 1980.
- Die Pariser Kommune von 1871 im Spiegel der sowjetischen Geschichtsschreibung, Berlin 1965.